# Thorshammer (Schiff)
Das norwegische Walfang-Fabrikschiff Thorshammer entstand ab Juli 1928 durch Umbau des britischen Tankers San Nazario. Das Schiff überstand den Zweiten Weltkrieg und wurde auch während des Krieges zum Walfang eingesetzt. Es blieb bis 1962 im Einsatz und wurde ab September 1962 in Italien abgebrochen.

## Baugeschichte

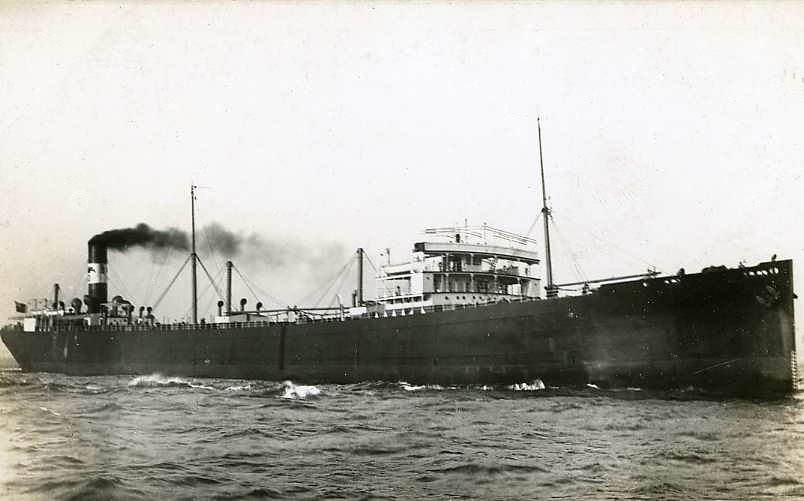
Die San Nazario

Das Schiff entstand als zweites Tankschiff der San-Fraterno-Klasse ab 1913 auf der Werft von William Doxford & Sons in Sunderland (Tyne and Wear) und kam im Herbst 1914 unter dem Namen San Nazario als achtes der zehn Schiffe der Klasse in Dienst, die als größte Tanker weltweit galten. Sie verfügten über 24 Ladetanks, die mit Längs- und Querschotten unterteilt waren. Die Tanks waren mit Heizschlangen beheizbar, um auch zähflüssige Öle transportieren zu können. Die für die Eagle Oil Transport Company gebauten Schiffe sollten vor allem Treiböl für die in der Umstellung von Kohle- auf Ölfeuerung stehende Royal Navy aus Mexiko nach Europa transportieren. 

Im Ersten Weltkrieg wurde der Tanker auf der Ausreise nach Tampico am 15. Oktober 1917 südwestlich der Scilly-Inseln vom deutschen Unterseeboot U 53 torpediert. Der in Ballast laufende Tanker konnte trotz erheblicher Schäden mit eigener Kraft einen britischen Hafen anlaufen und wurde repariert.

Nach Kriegsende wurde die San Nazario wie ihre überlebenden Schwesterschiffe für die Royal Dutch Shell eingesetzt.

## Umbau zur Walfangfabrik
Im Juli 1928 wurde die San Nazario an die Walfanggesellschaft von Bryde & Dahl verkauft, um sie zu einem Walfang-Fabrikschiff umzubauen. Der Umbau erfolgte bei der Framnæs M.V. in Sandefjord. Anders als das zuvor umgebaute Schwesterschiff C.A. Larsen erhielt das in Thorshammer umbenannte Schiff keine Aufschleppe, um die von ihren Fangbooten erjagten Wale an Bord zu ziehen und so einfacher die Verarbeitung an Bord durchführen zu können. Auch die etwa gleichzeitig umgebauten Ole Wegger (ex San Lorenzo) und Southern Empress (ex San Jeronimo) verzichteten auf diese Neuheit. Erst die im folgenden Jahr zur Southern Princess umgebaute San Patricio erhielt im Rahmen des Umbaus auch eine Aufschleppe im Heck, wie sie die anderen Schiffe in etwas unterschiedlichen Formen später auch erhielten.
Bei der Thorshammer erfolgte der Einbau einer Heckaufschleppe im Winter 1931/1932 bei der niederländischen Werft Wilton-Fijenoord in Rotterdam, als die gesamte norwegische Walfangflotte wegen des völligen Verfalls der Walölpreise als Folge der Weltwirtschaftskrise auflag. Sie veränderte das Aussehen des Schiffes durch zwei Schornsteine auf den Seiten der Heckaufschleppe. Gleichzeitig wurden neue und zusätzliche Apparate zur Zerlegung und Verarbeitung der Wale eingebaut und das Schiff wurde mit diesen Einrichtungen eines der modernsten Fabrikschiffe.

## Einsatzgeschichte
Die Walfanggesellschaft von „Bryde & Dahl“ erhielt mit der Thorshammer ihr erstes Fabrikschiff für die Walverarbeitung auf See. Bislang war sie eine Gesellschaft, die von der Küstenstation Godthul auf Südgeorgien aus Wale fing, und ihre Walkocherei zur Herstellung des Walöls anfangs auf einem alten Segler betrieb. Die Gesellschaft gehörte zur Reederei A/S „Thor Dahl“, die seit dem Tod des Firmengründers 1920 von seinem Schwiegersohn Lars Christensen geführt wurde, der auch aus einer Reederfamilie stammte und dessen Familie das Schwesterschiff San Lorenzo erworben hatte und zum Fabrikschiff Ole Wegger umbauen ließ. Die Flotte der Gesellschaft „Bryde & Dahl“ bestand aus der Walkocherei Thor I (ex Imaum 1890, 4356 BRT, 1910 bis 1931 eingesetzt) und vier Walfängern. Für das neue Fabrikschiff bestellte die Gesellschaft sofort vier neue Fangboote von 249 BRT bei Akers (Thordr, Thorarinn,Thorfin, Thorgaut), die allerdings erst 1929 geliefert wurden. Weitere Boote folgten mit der Torlyn, Thorvard und der Ersatzbau Thorgaut² von Framnæs.
Schon in der Fangsaison 1928/1929 kam die gerade umgebaute Thorshammer im Südpolarmeer nahe der Bouvetinsel unter Kapitän Hjalmar Braavold zum Einsatz. Braavold befehligte das Schiff bis 1940, 1942 bis 1945 und zuletzt in der Fangsaison 1946/1947. Daneben transportierte sie Personal und Ausrüstung für eine meteorologische Station zur Bouvet-Insel, das dort vom Forschungsschiff Norvegia der Reederei übernommen wurde, aber nicht an Land gesetzt wurde, da ein geeigneter Platz nicht gefunden wurde und eine im Vorjahr errichtete Hütte wieder verschwunden war. Eine derartige Einbindung des Schiffes in den vom Reeder Lars Christensen finanzierten norwegischen Antarktisexpeditionen setzte sich neben ihren Fangeinsätzen bis 1934 fort. In der folgenden Saison 1929/30 wurden mit den neuen Fangbooten 117.300 Barrel Walöl produziert und damit nur geringfügig weniger als durch den modernen Neubau Kosmos mit seiner Heckaufschleppe. 1930/1931 wurde neben dem Walfang auch eine Erkundung der antarktischen Küste durchgeführt und die Prinzessin-Ragnhild-Küste beschrieben, die seit 1939 als Teil von Königin-Maud-Land von Norwegen beansprucht wurde. Das Fangboot Seksern der zur Reederei gehörenden Gesellschaft A/S „Odd“ ging bis an die Küste und landete kurzzeitig einige Männer.
Der Winter 1931/1932, als die norwegische Walfangflotte auflag, wurde zum Einbau einer Heckaufschleppe genutzt. In der folgenden Saison kam die Thorshammer mit sechs Walfängern zum Einsatz, während der Küstenfang der Gesellschaft von Südgeorgien aus aufgegeben wurde. Sie nahm wieder an einem Forschungsprojekt ihres Reeders teil, als sie vom die Antarktis umreisenden Tanker Thorshavn eine Schlittenexpedition übernahm, die sie im Enderby Land absetzen sollte, von wo die Gruppe Weddell-Meer vorstoßen wollte. Unterstützt wurde dies durch den Walfänger Torlyn. Die Gruppe fand allerdings sehr schlechte Bedingungen vor und wurde schon nach zwei Tagen durch den Walfänger Globe V abgeborgen. Auch in den beiden folgenden Jahren traf die Thorshammer mit der Thorshavn zusammen und der an den Forschungsreisen teilnehmende Reeder besuchte mit seiner Frau Ingrid das im Einsatz befindliche Fabrikschiff.
Die Thorshammer war bis 1940 jede Saison im Einsatz. Ab 1935 koordinierte die Reederei A/S Thor Dahl nicht nur ihren Einsatz, sondern auch den der Fabrikschiffe Ole Wegger (1914, ex Tanker San Nazaro), Solglimt (1900, ex Passagierdampfer Potsdam) und der unter amerikanischer Flagge fahrenden Frango (1917, ex Tanker Golea), die unterschiedlichen Gesellschaften gehörten.  Ihr bestes Fangergebnis erzielte die Thorshammer mit sieben Fangbooten in der Saison 1934/1935 mit 147.702 Barrel Walöl.
Auch im Herbst 1939 liefen die norwegischen Walfängern trotz des Kriegsausbruchs in die Antarktis aus und es kam sogar zu einer Vereinbarung die dem Vereinigten Königreich und dem Deutschen Reich feste Anteile an der zu erwartenden Walölausbeute sicherten. Der deutsche Angriff auf Norwegen kurz vor Ende der Walfangsaison hob dies auf und die meisten norwegischen Fabrikschiffe löschten ihre Ladung in den USA. Auch der am 23. März 1940 zum Ende der Fangsaison in Montevideo eingetroffenen Thorshammer wurde der Marsch in die USA befohlen. Über Rio de Janeiro und Trinidad erreichte sie am 3. Mai New Orleans, wo sie ihre Ladung löschte. Nach Durchführung anstehender Reparaturen in Mobile (Alabama) transportierte sie eine Ladung Sonnenblumenöl vom 24. Juni bis 16. Juli 1940 von Caripito, Venezuela, nach Montevideo.

## Kriegseinsatz
Die seit dem 16. August 1940 in Halifax (Nova Scotia) befindliche Thorshammer wurde dort für eine neue Fangsaison ausgerüstet, zu der neben ihr noch die norwegischen Fabrikschiffe Ole Wegger und Pelagos, sowie die unter britischer Flagge laufenden Svend Foyn und Southern Empress eingesetzt werden sollten. Die Thorshammer verließ Halifax am 11. Oktober einen Tag nach der Ole Wegger und Pelagos und lief über Curacao nach Montevideo, das am 13. November, drei Tage nach der Pelagos, Richtung Südpolarmeer verlassen wurde. Anfang Januar 1941 traf sie mit der als Versorger eingesetzten Solglimt zusammen und gab an diese über 20.000 Barrel Walöl ab. Dem deutschen Hilfskreuzer Pinguin gelang es am 14. Januar 1941, die Solglimt und die Ole Wegger bei deren folgendem Treffen zu überraschen und beide Schiffe und vier Fangboote (Pol VIII, Pol IX, Pol X, Torlyn) zu kapern.
 Drei Fangboote, die Pol VII, Globe VIII und Thorarinn, entkamen zur weiter westlich stehenden Thorshammer, während der deutsche Hilfskreuzer auch noch die östlich stehende Pelagos überraschte und sie und ihre sieben Fangboote kaperte. Die von den entkommenen Fangbooten gewarnte Thorshammer verließ das Fanggebiet mit ihren Walfängern und lief bis zum 20. nach Grytviken, Südgeorgien, wo sie Schutz durch britische Marineeinheiten erhoffte. Dort traf zwei Tage später der 22.575 BRT große britische Hilfskreuzer Queen of Bermuda von den Falklandinseln kommend ein, der bis zum Ende der Fangsaison die Sicherung der drei verbliebenen Fabrikschiffe übernahm. Die Thorshammer nahm mit den vorhandenen zehn Fangbooten die Waljagd bis zum 9. April wieder auf. Dann trat sie den Rückmarsch über Montevideo und Curacao, wo Teile der Ladung schon abgegeben wurden, nach New Orleans, wo das Schiff ab dem 19. Juni weitgehend entladen wurde. Nur wenige Produkte blieben an Bord und wurden nach New York transportiert. Von dort ging die Thorshammer wieder nach Halifax.
Wieder neu ausgerüstet lief das Fabrikschiff Mitte September über New York und Aruba durch den Panamakanal zur ersten Fangreise in den Pazifik vor den Küsten Ecuadors und Perus. Die amerikanische Industrie hatte Interesse an Pottwal-Produkten entwickelt, die Ende Januar 1942 in New Orleans gelöscht wurden. Dort wurde das Schiff dann auch für eine weitere Fangreise im selben Jagdgebiet ausgerüstet, zu der sie Ende April wieder auslief. Von der zweiten Reise kehrte sie an die amerikanische Westküste zurück und entlud ihre Ladung in Tacoma und Seattle.

Ab Januar 1943 wurde die Thorshammer als Transporter und Tanker an der amerikanischen Westküste und nach Hawaii eingesetzt, bis sie im Juli 1943 für eine dritte Fangreise vor Peru ausgerüstet wurde, die sie Ende November beendete und ihre Beute wieder nach New Orleans transportierte. Dort wurde sie wieder für eine Fangreise ins Südpolarmeer ausgerüstet, zu der sie im Dezember 1943 auslief. Die Anreise erfolgte durch den Panamakanal entlang der südamerikanischen Westküste und die Jagd begann im Bereich der Sandwichinseln am 20. Januar 1944. Mitte Februar wurde das bis dahin produzierte Walöl in Leith Harbour gelöscht und die Jagd dann noch bis Mitte April fortgesetzt. Über Valparaíso und den Panamakanal lief die Thorshammer dann nach Houston, um ihre Ladung zu löschen.

Bis zum Ende des Krieges in Europa blieb sie dann als Tanker und Transporter an der amerikanischen Ostküste und bis zu den Niederländischen Antillen im Einsatz. Zum Zeitpunkt der deutschen Kapitulation befand sie sich im Panamakanal und erst Ende Juni 1945 erhielt sie eine Fracht nach Europa. Sie kehrte dann am 13. Juli 1945 nach Norwegen zurück.

## Nachkriegseinsatz derThorshammer
Das Schiff wurde in Norwegen wieder zum Einsatz als Fabrikschiff hergerichtet.
In den Sommern der Jahre 1948 und 1949 wurden die Aufbauten und Wohnräume des Schiffes auf britischen Werften umfassend renoviert und verbessert.
1962 wurde die Thorshammer ausgesondert und nach Italien zum Abbruch verkauft, der in La Spezia erfolgte.